# Lula (personaggio)
Lula è un personaggio immaginario creato da Carsten Korte e Carsten Wieland per l'omonima serie di avventure grafiche gestionali a tema pornografico della seconda metà degli anni '90. Il personaggio è sempre stato un protagonista in seconda della serie, solo nel terzo capitolo ha avuto un ruolo centrale, ma allo stesso tempo rimane l'unica costante in tutta la serie. Lula è stata interpretata nel primo gioco dalla pornoattrice tedesca Andrea. Nel terzo capitolo il design di Lula è stato rimaneggiato all'artista Tim Bruns.

## In Bazooka Sue
Carsten Wieland iniziò a lavorare a Bazooka Sue nel 1992 rilasciandolo, dopo diversi rimaneggiamenti e cambi di stile, nel 1997; inizialmente la protagonista doveva essere un'unione fra Kim Basinger e Miss Piggy, essendo un maiale antropomorfo, ma con i vari redesign il personaggio divenne una bionda tutta curve con solo il naso da maiale. Il gioco è una classica avventura punta e clicca in stile cartoon ambientata nella fittizia "Swamp Rock" della Louisiana, dove uno scienziato pazzo, il dottor Bruth, si sta divertendo a creare ibridi uomo-animale da utilizzare come armata. Il gioco ottenne un notevole successo in patria e generò l'interesse per la protagonista Sue, che dopo essere stata nuovamente ridisegnata sarebbe comparsa in un titolo più gestionale sotto il nome di Lula.
Sulle riviste tedesche di Gaming, il personaggio di Sue veniva presentato in posa da femme fatale con una didascalia che recitava: "Che culo perfetto! Sono felice che sia mio!"; frase iconica del personaggio che tornerà anche in Lula 3D interagendo con i quadri all'interno della sua magione ad inizio gioco.

## In Lula

### Lula: The Sexy Empire
In Lula: The Sexy Empire, il protagonista Brian incontra in Nevada una ragazza in fuga da San Francisco di nome Lula, questa ha perso da poco il lavoro da Strip Dancer e a quanto pare ha diversi problemi con la legge, esattamente come lui. Insieme i due iniziano una scalata verso il successo nell'industria dell'intrattenimento per adulti: iniziando dal porno amatoriale fino ad arrivare alla distribuzione e produzione internazionale. La protagonista si presenta da prima molto disponibile e sottomessa per poi diventare lei il vero capo della società: una sorta di personaggio secondario che ogni tot richiederà attenzioni e regali che se non soddisfacenti finirà per boicottare la produzione causando fallimenti e game over. 
Il gioco non ebbe particolare successo in patria ma il personaggio di Lula invece ne ottenne molto finendo per generare un tamagotchi virtuale per PC basato su di lei e un flipper digitale per Windows.

### Lula 2: The Sexy Galaxy
In Lula 2: The Sexy Galaxy, il protagonista Buck mette su un bordello itinerante spaziale per poter affrontare il temibile alieno impotente Pimpetrator e salvare la regina del pianeta invaso: Lula. Il titolo è basato su una delle trame selezionabili nella seconda parte del gioco originale: il titolo è Pimpetraor 2 - The Empire Cums Back e la trama era per lo più identica a quella del gioco effettivo. 
Il titolo ebbe maggior successo in patria rispetto al predecessore ma non abbastanza da convincere la casa di sviluppo a continuare con la serie e venne abbandonata a favore di titoli come Dark Secrets of Africa (1999), Airline 69: Return to Casablanca (2003) e Airborne Hero D-Day Frontline 1944 (2004), finché non venne rilasciato Inside Chessie: un Virtuale Babe come quello uscito nel 1999 di Lula con un personaggio praticamente identico a lei ma dal nome diverso.

### Lula 3D
Nel 2003 la Redfire Software rinuncia ai diritti dell'opera lasciandola totalmente in mano alla CDV Software Entertainment che mise in piedi un progetto di rielaborazione del personaggio dando il nuovo design in mano all'artista Tim Burns; le prime immagini rilasciate non erano molto convincenti e il nuovo design di Lula non mosse particolare consenso di pubblico, così venne posticipata l'uscita del gioco al 2005. Nel numero di ottobre 2003 della rivista russa Game.EXE compare un'intervista (in seguito tradotta in inglese da Gamers Hell) con il produttore di Lula 3D Martin Depp: l'uomo "responsabile del contenuto [del gioco], delle scadenze e di tutte le cose che fanno girare il mondo del gioco". Alexander Vershinin di Gamers Hell nota che le prime immagini della protagonista mostrano una certa somiglianza con l'attrice Pamela Anderson e tenta di far "confessare" a Depp il coinvolgimento dell'attrice nel titolo senza però avere una risposta chiara; terminata l'avventura verremo poi rimandati sul menu principale dove nei crediti selezionabili non vengono riportati i doppiatori del gioco.
Ambientato 6 anni dopo gli eventi del primo titolo: Lula ha aperto insieme a Brian una nuova casa di produzione chiamata Lula Movie Production; durante le riprese del suo ultimo film, come regista e produttrice, le gemelle protagoniste vengono rapite e portate a San Francisco dal suo ex-operatore di camera Spandau, starà a lei iniziare ad investigare e a riportare a casa sane e salve le tre ragazze.
È il primo capitolo della serie a non essere distribuito dalla Take Two Interactive e a portare il nome della protagonista come titolo anche in lingua originale.